# Předseda vlády Itálie
Předseda vlády Itálie (italsky: Presidente del Consiglio dei Ministri, česky doslovně prezident Rady ministrů) je hlavou vlády Italské republiky a nejvyšší výkonnou funkcí v Itálii, a to navzdory tomu, že formální italský ceremoniální řád uvádí úřad premiéra až jako čtvrtý nejvyšší italský státní úřad po prezidentovi a předsedech obou komor parlamentu. V praxi je ale premiér politickým vůdcem země.
Historie úřadu sahá do roku 1848, byť tehdy šlo o premiéry Sardinského království (prvním Cesare Balbo), Itálie ještě nebyla sjednocena. Alternativně je tedy vznik úřadu kladen do roku 1861, po sjednocení Itálie. Tehdy se prvním italským předsedou vlády stal Camillo Benso Cavour. Prvním republikánským premiérem se stal Alcide De Gasperi v roce 1946. Italští fašisté využívali post premiéra jako diktátorský, proto nejdéle sloužícím premiérem v italské historii je fašistický vůdce Benito Mussolini. Sídlem premiéra je Palác Chigi v Římě.

## Jmenování
Předsedu vlády jmenuje prezident republiky a k setrvání ve funkci musí mít důvěru Parlamentu. Premiér musí kontrasignovat všechny legislativní kroky prezidenta republiky. Specifikou italského politického systému je, že předsedy vláda má omezenou možnost vyhodit ministra z vlády. Může vyvíjet jen neformální tlak na jeho rezignaci. V minulosti kvůli tomu premiéři podali demisi, aby je mohl prezident znovu jmenovat a oni mohli sestavit novou vládu bez ministrů, které již v kabinetu nechtěli mít. Byla to jedna z příčin proslulého rychlého střídání italských vlád. Záludnost tohoto systému ale spočívá v tom, že po demisi premiéra dostává značný prostor prezident, který může odmítnout stávajícího premiéra jmenovat znovu, zvláště je-li naladěn protivládně. Tato hrozba se omezuje tím, že prezident je volen parlamentem a nikoli přímo, bývá tedy, zejména zpočátku, spjat s vládnoucí politickou garniturou, avšak na druhou stranu je jeho mandát delší než parlamentní, sedmiletý, takže se po čase nezřídka otevírá prostor pro fázi střetávání prezidenta s vládou.